# Europäische Ermittlungsanordnung
Die Europäische Ermittlungsanordnung (EEA) ist eine Vereinbarung unter Justizbehörden der Mitgliedstaaten der Europäischen Union (außer Dänemark und Irland). Sie regelt die grenzüberschreitende Anordnung von Zwangsmaßnahmen, also die Umsetzung polizeilicher oder justizieller Maßnahmen eines Anordnungsstaates zur Durchführung in einem Vollstreckungsstaat. Rechtliche Grundlage ist die Richtlinie 2014/41/EU vom 3. April 2014.

## Ziel einer EEA
Ziel ist die Erlangung von Beweisen in Strafverfahren. Dabei kann es darum gehen, gegen verdächtige oder beschuldigte Personen Exekutivmaßnahmen zu verhängen. Justizbehörden können angewiesen werden, Beweismittel herauszugeben. Geregelt wird ebenso die zeitweilige Überstellung Inhaftierter, die Vernehmung per Video- oder Telefonkonferenz oder die Nutzung des Europäischen Haftbefehls, um Personen (auch zeitweise) Gerichten zu überstellen.

## Verfahrensablauf
1. Die EEA muss im Anordnungsstaat von einer Justizbehörde, einem Gericht, einem Ermittlungsrichter oder einem Staatsanwalt validiert werden.
2. Wenn die Maßnahme im Vollstreckungsstaat eine richterliche Genehmigung erfordert, muss diese eingeholt werden.
3. Die anordnende Behörde muss eine Beschreibung der strafbaren Handlung sowie die „anwendbaren Bestimmungen des Strafrechts des Anordnungsstaats“ vorlegen. Ermittlungsmaßnahmen müssen spätestens 90 Tage nach Erlass umgesetzt werden.
4. Die Vollstreckungsbehörde muss eine an sie übermittelte EEA so umsetzen, als wäre die Ermittlungsmaßnahme von einer Behörde im Vollstreckungsstaat angeordnet.

Eine Versagung der Anerkennung oder ein Aufschub sind nur möglich, wenn die angeordneten Maßnahmen auch heimischen Behörden nicht erlaubt wären.

## Zurückweisung einer EEA
Eine EEA kann zurückgewiesen werden
- bei einer Gefährdung nationaler Sicherheitsinteressen
- wenn von Verschlusssachen von Nachrichten- oder Geheimdiensten herausgegeben werden müssten.
- wenn bei betroffenen Personen „Immunitäten oder Vorrechte bestehen“.
- wenn die „Pressefreiheit und die Freiheit der Meinungsäußerung in anderen Medien“ tangiert sind.

## Kostenverteilung einer EEA
Anfallende Kosten sind vom Vollstreckungsstaat zu tragen. Wertet dieser die Ausgaben als „außergewöhnlich hoch“, kann nachverhandelt werden um Kosten zu teilen oder die EEA zu ändern.

## Historie
Überstaatliche Rechtshilfe in Strafsachen gewährten einige EU-Mitgliedstaaten viele Jahre auch ohne EEA. Der Erlass der Richtlinie wurde 2009 im Fünfjahresplan Stockholmer Programm festgeschrieben. Das EU-Parlament stimmte der Richtlinie 2014 zu. Die Richtlinie wurde am 1. Mai 2014 im Amtsblatt der Europäischen Union veröffentlicht. Die EU-Mitgliedstaaten hatten drei Jahre Zeit, um sie in nationales Recht umzusetzen. Irland und Dänemark schließen sich dem nicht an.
In Deutschland wurde die Richtlinie in den §§ 91a ff. des Gesetzes über die internationale Rechtshilfe in Strafsachen (IRG) umgesetzt.

## Kritik
Der Deutsche Richterbund kritisiert die europäische Ermittlungsanordnung in zwei Punkten:
1. Bislang unterscheiden sich die Prozessordnungen der EU-Mitgliedstaaten weitgehend. Beispielsweise kennt das deutsche Strafprozessrecht einen Richtervorbehalt. Eine Auflösung der Gesetzesbindung von Ermittlungsmaßnahmen im Vollstreckungsmitgliedstaat kann zu einer Beliebigkeit auch bei schweren Eingriffen führen.
2. Jeder Einzelfall muss am Maßstab des europäischen Verhältnismäßigkeitsbegriffs oder des innerstaatlichen Rechts geprüft werden. Die angestrebte Vereinfachung grenzüberschreitenden Ermittelns entfällt damit weitgehend.